# Tim Boswell
Tim Boswell, född 2 december 1942, är en brittisk konservativ politiker. Han var parlamentsledamot för valkretsen Daventry från valet 1987 till valet 2010. 
Under John Major var han först skolminister (en vice minister-post) och sedan jordbruks- och fiskeminister.
Efter de konservativas valnederlag 1997 blev Boswell först talesman i finansfrågor och sedan i handels- och industrifrågor. Från 1999 till valet 2001 var han talesman i utbildnings- och sysselsättningsfrågor, därefter i arbets- och pensionsfrågor, en kort period 2003 i konstitutionella frågor och därefter åter arbets- och pensionsfrågor. 
Boswell är son till en bonde och har själv en gård i Northamptonshire sedan 1974. Han har studerat klassiska ämnen (Classics) och jordbruksekonomi vid New College i Oxford.
Boswell adlades 2010 som Lord Boswell of Aynho.